# Onžské jazyky
Onžské jazyky (známe také jako jihoandamanské jazyky nebo jazyky Onge-jarawa) jsou jazyková rodina používaná na jihu Andamanských ostrovů. Spekuluje se o příbuzností s velkoandamanskými jazyky (Andamanské jazyky), domnělou Sentinelštinou a Austronéskými jazyky (onžsko-austronéské jazyky). Ani jeden onžský jazyk není psaný.

## Vnitřní klasifikace
- Önge
- Järawa
- Jangil (†)
- Sentinelština (?)

## Jazyky

### Önge
Tento jazyk je používán na ostrově Malý andaman asi 96 většinou monolingviních lidí, což tvoří většinu populace Ongů.

### Järawa
Jazyk je používán kmenem Jarawa čítající asi 380 z toho svým jazykem mluví asi 266 lidí. Používá se na západě ostrova Velký andaman.

### Jangil
Již mrtvý jazyk, není o něm moc známo. Vymřel krátce po roce 1900. Byl používán v nitrozemí ostrova Rutland.

### Sentinelština
Domnělý jazyk používány Domorodci na ostrově Severní Sentinel. Odhady o mluvčích se pohybují mezi 50 a 250, klasifikace jazyka není známá ale považuje se často za jazyk onžský.